# المجلس الوطني الثاني لنواب الشعب الصيني
المجلس الوطني الثاني لنواب الشعب الصيني (الصينية المبسطة: 第二届全国人民代表大会; الصينية التقليدية: 第二屆全國人民代表大會; نظام بينيين: Dì Èr Jiè Quánguó Rénmín Dàibiǎo Dàhuì) استمرت مدة المجلس الوطني الثاني لنواب الشعب الصيني من 1959 إلى 1964. وعقدت أربع جلسات في هذه الفترة.

## انتخابات المجلس
بما أن المجلس اللاحق كان أول من يتم انتخابه بموجب دستور جمهورية الصين الشعبية لعام 1954، أنهت اللجنة الدائمة للمجلس الوطني لنواب الشعب، في فبراير 1959، جميع الأعمال التحضيرية لاختيار النواب، والتي تم التصويت عليها من قبل ممثلو المجالس التشريعية الإقليمية والمجالس التشريعية في المدينة للمدن التي كانت تدار بشكل مباشر في الصين: بكين وشنغهاي. وجرت الانتخابات وفق قانون الانتخابات لعام 1953. وكانت نتائج الانتخابات انتصارًا شيوعيًا واضحًا بين أحزاب الجبهة المتحدة، حيث انتخب الحزب الشيوعي الصيني 1048 نائباً، والأحزاب الصغرى 179.

## الجلسة العامة الأولى
وعقدت الجلسة الأولى في 18-28 إبريل 1959. خلال الجلسة الأولى، تخلى ماو تسي تونغ عن دوره كرئيس للجمهورية الشعبية لصالح ليو شاو تشي. انتخب المجلس كل من الاسماء التالية كقادة للدولة:
- رئيس جمهورية الصين الشعبية: ليو شاوتشي
- نائب رئيس جمهورية الصين الشعبية: سونغ تشينغ لينغ ودونغ بيوو
- رئيس اللجنة الدائمة للمجلس الوطني لنواب الشعب: تشو دي
- رئيس مجلس الدولة: تشو ان لاي
- رئيس محكمة الشعب العليا: شيه جويساي
- المدعي العام للنيابة الشعبية العليا: تشانغ دينغتشنغ

## روابط خارجية
- باللغة الصينية الموقع الرسمي لنواب الشعب الصيني